# Frank Van der Stucken
Frank Van der Stucken   (Fredericksburg, 15 d'octubre de 1858 - Hamburg, 16 d'agost de 1929) fou un director belga-estatunidenc i director fundador de l' Orquestra Simfònica de Cincinnati el 1895.
A Anvers fou deixeble de Peter Benoit i després viatjà per Alemanya França i Itàlia, sent nomenat el 1881 director d'orquestra del teatre de Wroclaw. El 1883 feu executar moltes de les seves composicions a Weimar, i el 1884 es traslladà a Nova York, on s'encarregà de la direcció de la societat coral d'homes Arion, i el 1885 fou cridat a Cincinnati per a dirigir la Societat Filharmònica, que s'acabava de fundar, Havent dirigit després altres orquestres, tant a Amèrica com a Europa.
Com a compositor, Van der Stucken era molt aficionat a l'escola germànica i sobretot a Wagner. Va escriure obres orquestrals, un drama líric, obres de piano, música de cor i cançons. Sovint utilitza textos d'escriptors alemanys com Heinrich Heine, Johann Wolfgang von Goethe i Friedrich Rückert.
Com a compositor se li deuen: les òperes Vlasda i Ratcliff; la música per a La tempesta de Shakespeare; un Te Deum, ia ltres obres corals i orquestrals, així com lieder i composicions per a piano.